# Chichaoua (província)
A província de Chichaoua (em árabe: شيشاوة) é uma subdivisão da região de Marraquexe-Safim em Marrocos, situada na parte centro-sudoeste do país, com capital na cidade homónima. Tem 6 872 km² de área e em 2014 tinha 369 955 habitantes (densidade: 53,8 hab./km²), mais 8,9% do que em 2004. Nesse ano, 13% da população vivia em áreas urbanas e 87% em áreas rurais.
A parte oriental da província é montanhosa e faz parte do Alto Atlas; é caracterizada por planaltos escalonados, que vão diminuindo de altitude de leste para oeste. O ponto mais alto tem 3 226 m de altitude. Na zona ocidental há uma vasta extensão extensão plana com altitude inferior a 1 000 m. A província confronta a norte a prefeitura de  de Marraquexe e a província de Youssoufia; a leste as províncias de Al Haouz e de Tarudante; a sul a prefeitura de Agadir Ida-Outanane; e a oeste a província de Essaouira.

## Subdivisões admninistrativas

### Municípios
Os municípios são subdivisões de caracter urbano.
| Município   | Habitantes (1994) | Habitantes (2014) | Área (km²) | Densidade (hab./km²) |
| ----------- | ----------------- | ----------------- | ---------- | -------------------- |
| Chichaoua   | 9 738 \|          | 27 869            | 19,5       | 1 429,18             |
| Imintanoute | 12 592 \|         | 20 837            | 20,1       | 1 036,67             |

### Comunas

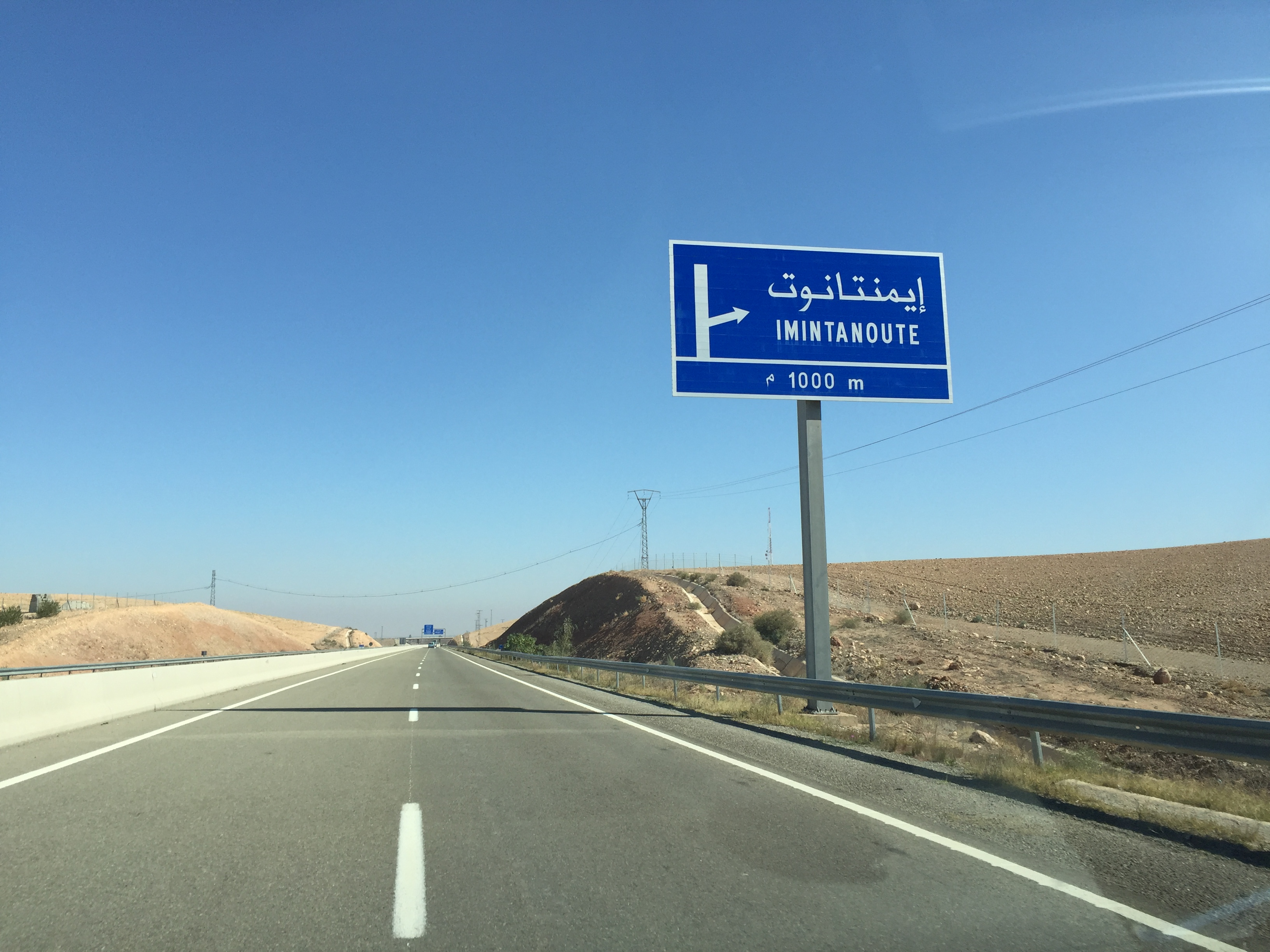
Autoestrada perto de Imintanoute

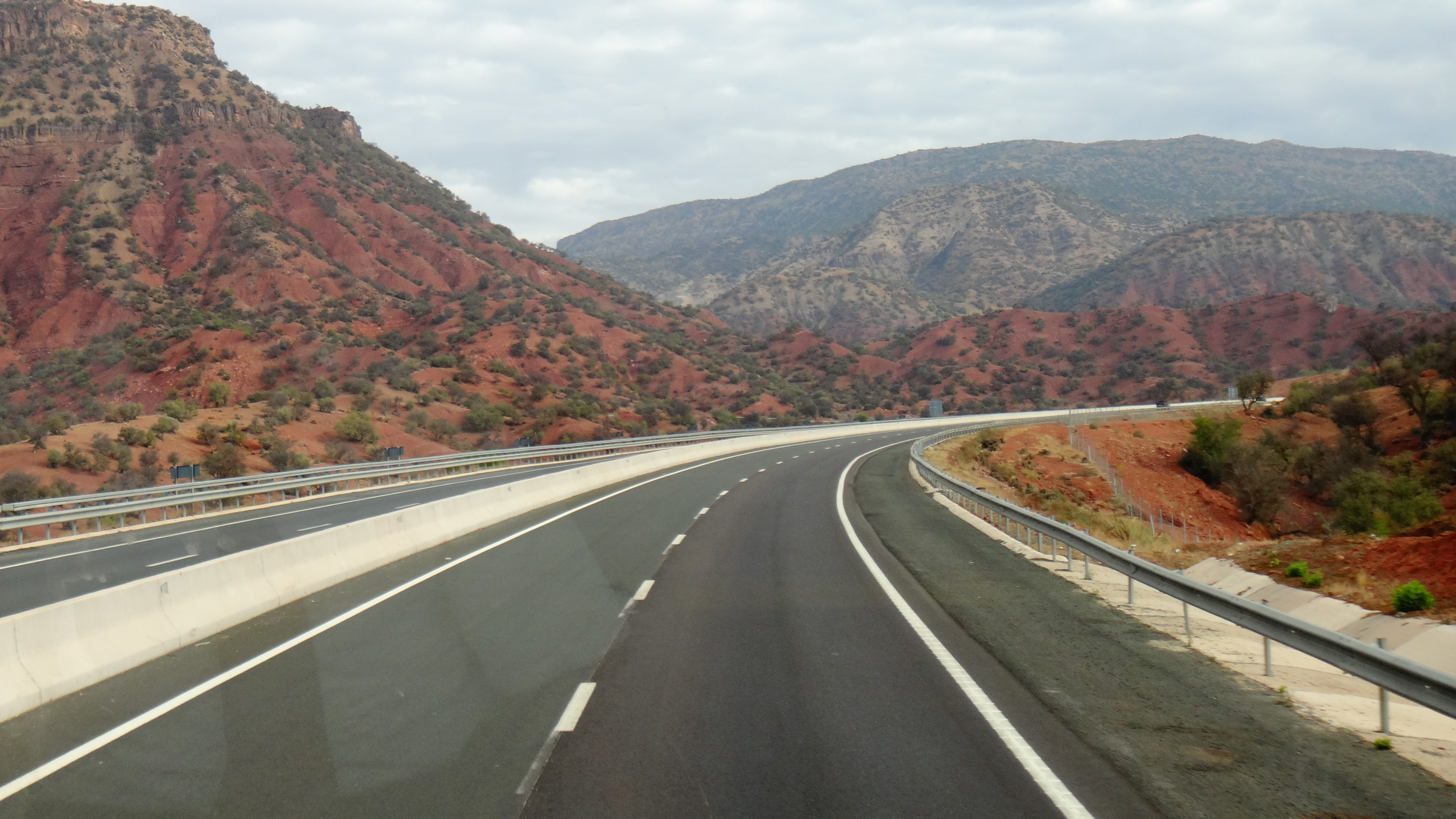
Autoestrada no Alto Atlas

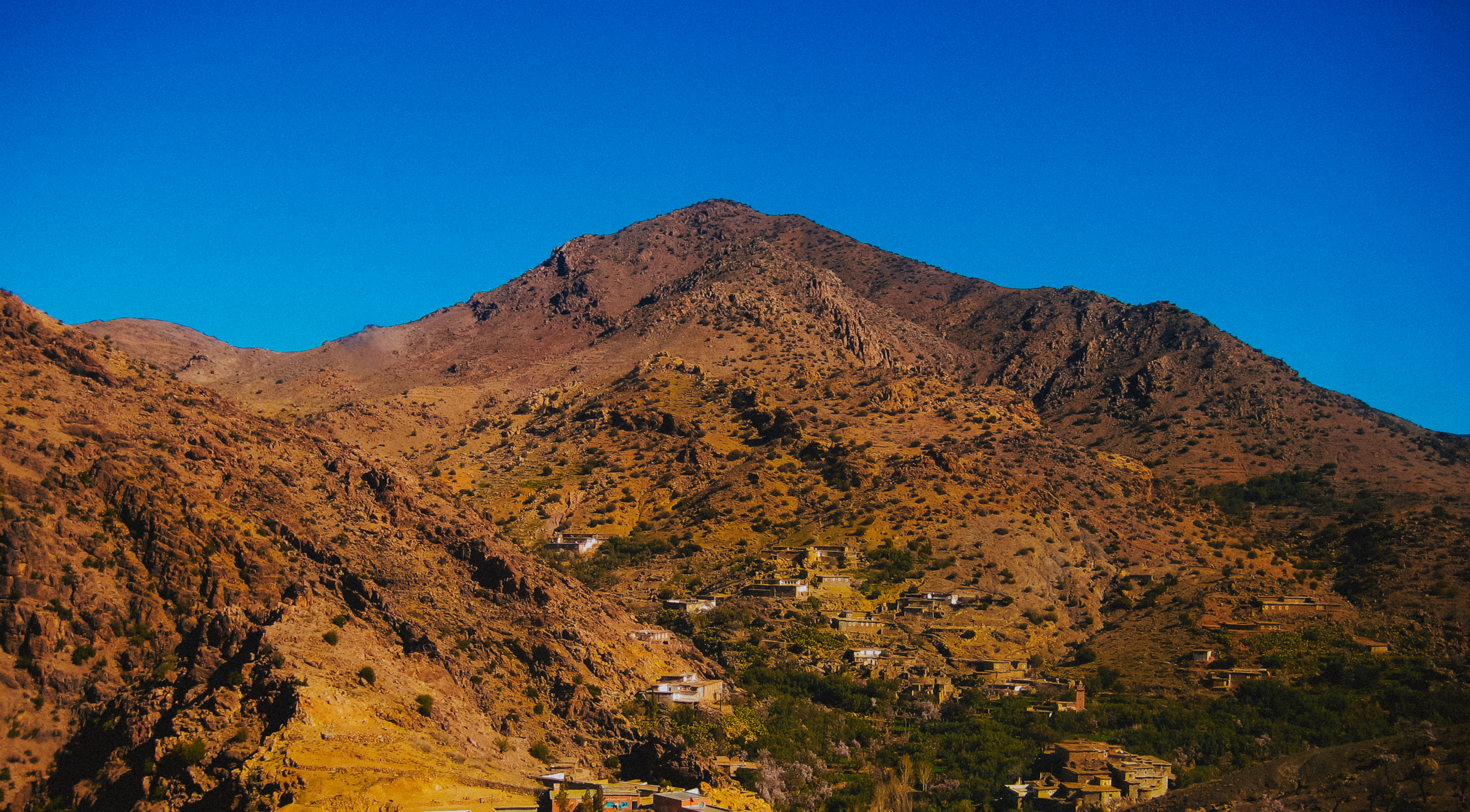
Aldeia de montanha

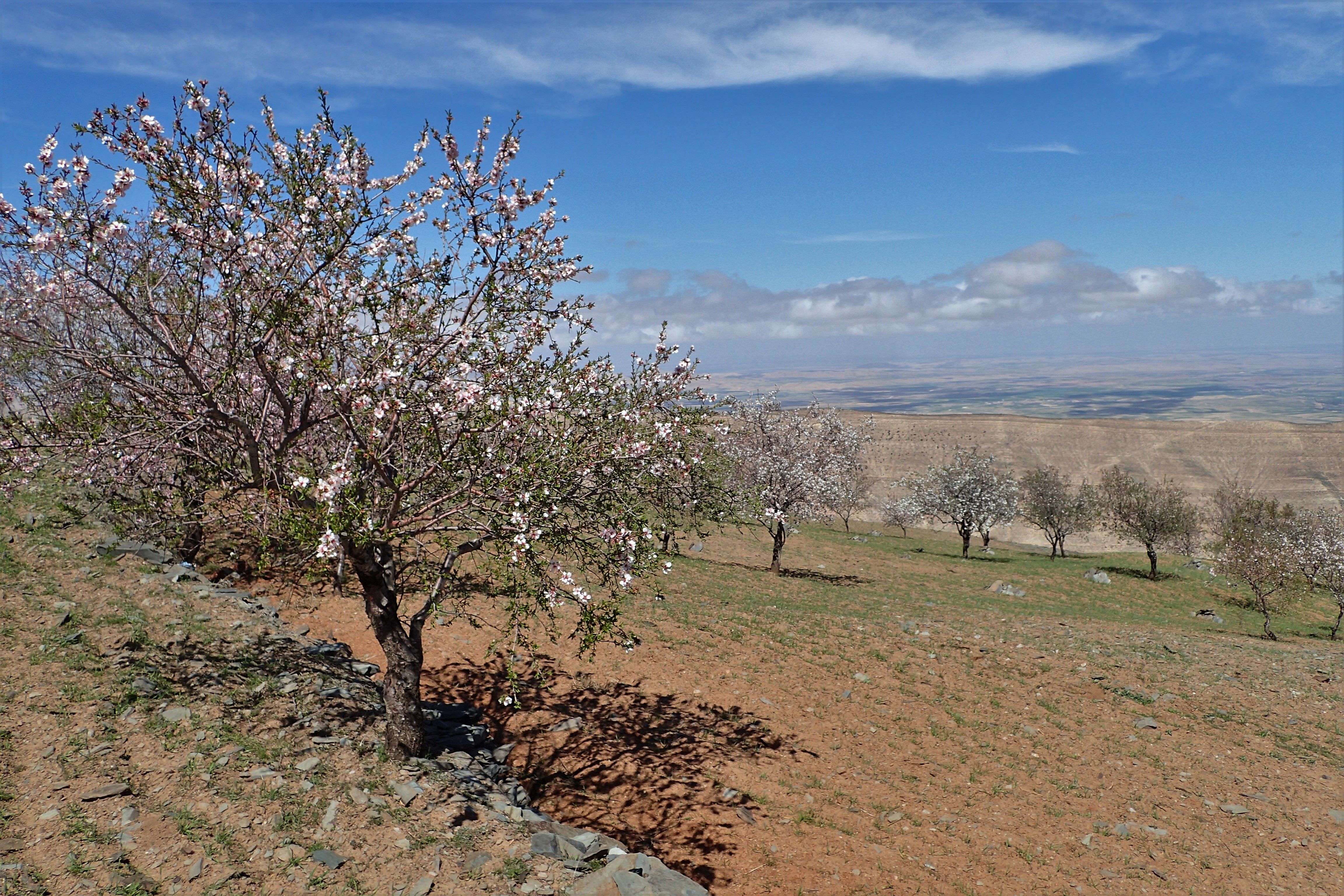
Amendoeiras em flor

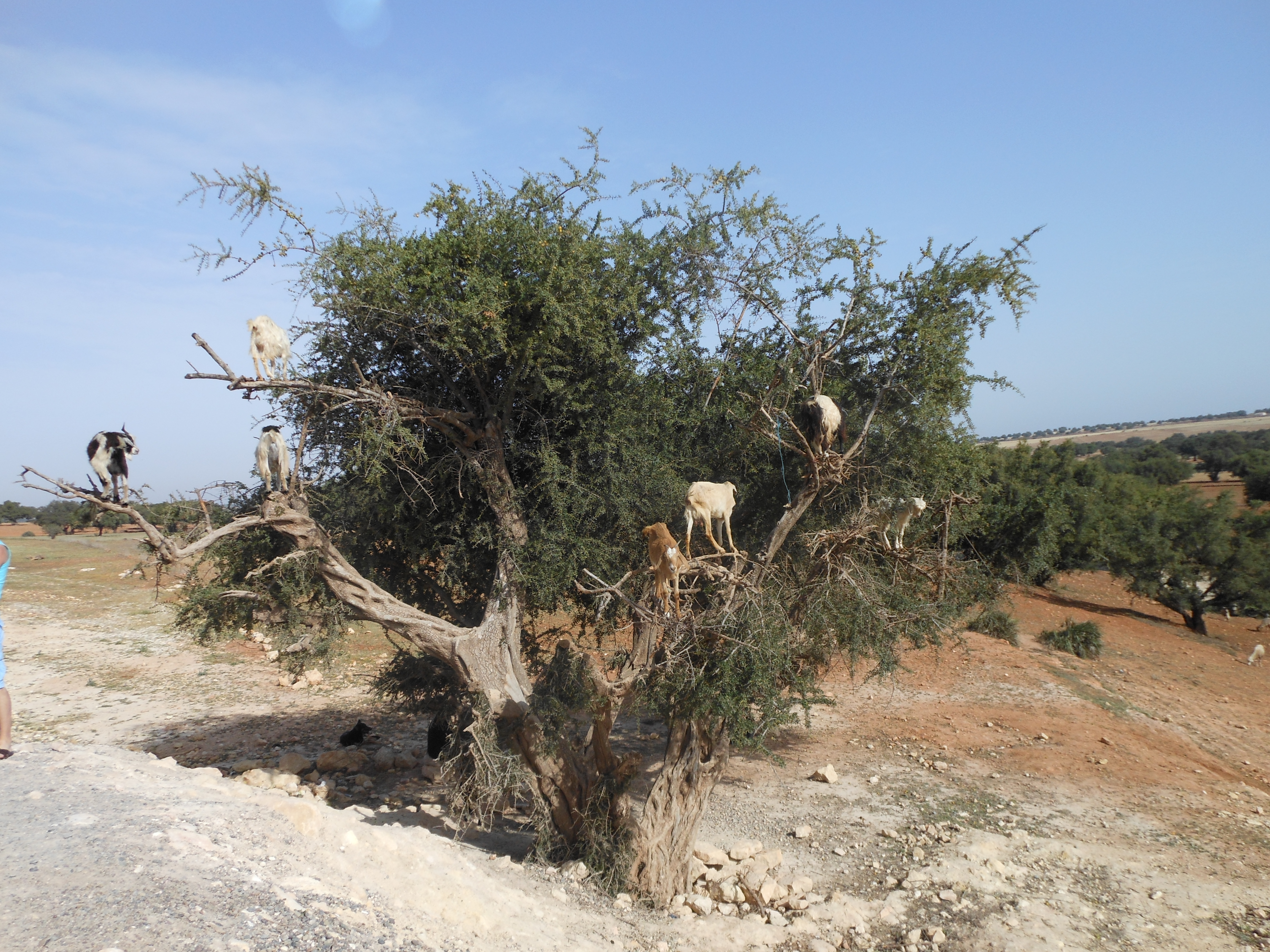
Cabras numa argânia, uma imagem icónica e relativamente comum na província

As comunas são subdivisões de carácter rural, que se agrupam em círculos.
| Comuna                 | População (2004) |
| ---------------------- | ---------------- |
| Adassil                | 7 219            |
| Afalla Issen           | 7 961            |
| Ahdil                  | 11 764           |
| Ain Tazitounte         | 5 947            |
| Ait Haddou Youssef     | 5 557            |
| Ait Hadi               | 6 333            |
| Assif El Mal           | 6 739            |
| Bouabout               | 12 196           |
| Bouabout Amdlane       | 8 230            |
| Douirane               | 14 191           |
| Gmassa                 | 9 280            |
| Ichamraren             | 7 402            |
| Imindounit             | 9 873            |
| Irohalen               | 6 037            |
| Kouzemt                | 4 540            |
| Lalla Aaziza           | 7 781            |
| Lamzoudia              | 22 454           |
| M'Zouda                | 15 166           |
| Majjat                 | 11 798           |
| Nfifa                  | 5 455            |
| Oued L'Bour            | 6 864            |
| Oulad Moumna           | 7 137            |
| Rahhala                | 6 357            |
| Saidate                | 6 552            |
| Sid L'Mokhtar          | 19 188           |
| Sidi Abdelmoumen       | 9 802            |
| Sidi Bouzid Arragragui | 9 378            |
| Sidi Ghanem            | 8 667            |
| Sidi M'Hamed Dalil     | 4 749            |
| Taouloukoult           | 10 668           |
| Timezgadiouine         | 8 673            |
| Timlilt                | 7 186            |
| Zaouia Annahlia        | 15 950           |